# Gerhard von Hosstrup

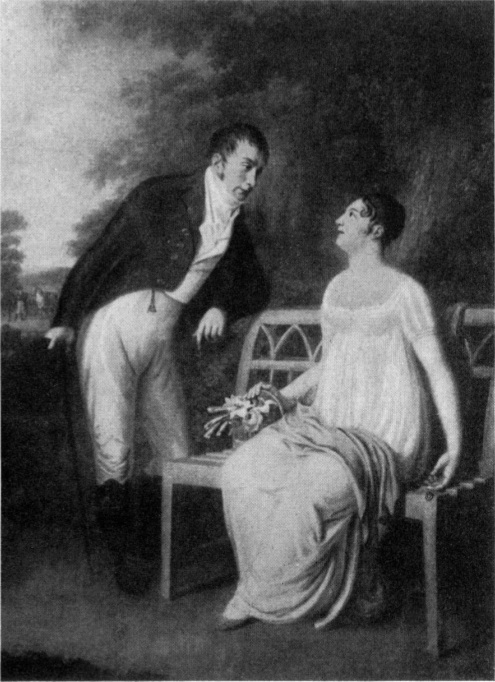
Gerhard von Hosstrup e sua esposa Elisabeth née Seyler, pintados ca. 1815 por Friedrich Carl Gröger

Gerhard Carsten Jakob von Hosstrup (ou Hoßtrup) (Hamburgo, 23 de abril de 1771 - 7 de setembro de 1851) foi um empresário de Hamburgo e fundador do prédio da Bolsa de Hamburgo (Hamburger Börsenhalle). Ele se tornou Oberalter em 1843.
Ele foi casado com Sophie Henriette Elisabeth (Betty) Seyler (1789-1837) e, após sua morte em 1837, com sua irmã Louise Auguste Seyler. Eles eram membros da dinastia bancária Berenberg-Gossler-Seyler, sendo filhas de Ludwig Erdwin Seyler e netas de Johann Hinrich Gossler e Elisabeth Berenberg. Eles também eram netas do diretor de teatro Abel Seyler. Gerhard von Hosstrup foi pai de Egmont von Hosstrup e Gerhard Ludwig von Hosstrup, e de Bertha von Hosstrup, casado com Albert Hänel.
Era cunhado do corretor de navios de Hamburgo Ernst Friedrich Pinckernelle e do industrial norueguês Jacob Benjamin Wegner.